# Ba Cụm Bắc
Ba Cụm Bắc là một xã thuộc huyện Khánh Sơn, tỉnh Khánh Hòa, Việt Nam.
Xã Ba Cụm Bắc có diện tích 38,82 km², dân số năm 1999 là 3390 người, mật độ dân số đạt 87 người/km².